# Lou Sirkis
Lou Sirkis (ou Sirchis), connue aussi sous le nom de scène Juda La Vidange (parfois écrit Judas), née le 8 août 1990 à Paris, est une guitariste, chanteuse rock, productrice de musiques et artiste dragking française.

## Biographie

### Famille
Lou Sirkis naît le 8 août 1990 à Paris. Elle est la fille de Sophie Sirkis et du guitariste Stéphane Sirkis du groupe de rock Indochine, décédé le 27 février 1999. Elle est également la nièce de Nicola Sirkis, le chanteur du groupe dont elle est proche,, : « J’ai un papa qui jouait dans Indochine, une maman à la pointe dans la musique des années 1980 et quand j'étais petite, ils m’ont offert les albums de L7, de Patti Smith »,.
Lou Sirkis vit son enfance à Paris et son adolescence. Elle apprend la guitare classique au conservatoire pendant une dizaine d'années, puis passe à la guitare électrique à 15 ans en autodidacte dans sa chambre,.

### Musicienne et chanteuse
Lou Sirkis participe au concert d'Indochine Putain de stade au stade de France le 26 juin 2010.
En 2007, elle fonde le groupe de rock Toybloïd à 15 ans avec Madeleine Loiseau et Greg Mugnier. Ils jouent un peu partout en France et se positionne comme un groupe construit pour le live. Ils sont les premières parties d'artistes de festival comme Camelia Jordana à Offspring et les Undertones.
En 2012, elle compose 3 morceaux pour la série télévisée française Ainsi soient-ils : Zombie, Jesus is all you need et Suicidesasi.
Un premier album éponyme sort en 2016, puis après 2 ans d'écriture, le groupe sort Modern Love en juin 2020 avec une tournée en France, en Angleterre et en Allemagne,, puis une autre tournée en 2022. Leur style est un savant mélange de rock garage, de punk (avec des morceaux courts) et de pop, notamment avec le morceau Donna parlant de l'icône disco Donna Summer. On peut également trouver des inspirations métal au morceau Beauty and The Beast.
Le groupe appelle à plus de filles dans la scène rock et s'engage pour le féminisme et la communauté LGBTQIA+ : « Les gens ont besoin d’identification. C’est important de voir aujourd’hui de plus en plus de filles lesbiennes dans le punk ou le rap. Si des filles isolées se retrouvent dans nos textes, c’est bien. ».
Le 18 avril 2023, elle sort le titre pop-punk-rock Tout contre nature, un « hymne à la tolérance et à la liberté d'aimer » en collaboration avec Mat Bastard du groupe rock Skip the Use. Toybloïd avait fait la première partie d'un concert du groupe une décennie plus tôt,. Elle interprète Sunrise dans l'émission Taratata de Nagui.
Elle est aussi éclairagiste aux Folies Bergère à Paris.

### Drag King de la scène des cabarets parisiens
Lou Sirkis découvre l'art drag King entre copines dans des soirées queer où elle crée le personnage de Juda La Vidange.
À partir de 2017, il se produit dans le milieu underground queer parisien comme à la Mutinerie, au Cabaret des merveilles, à la Folie, au Club du Club des clubs, au Comédie Love, aux soirées Habibi de La Flèche d'or, au Point Éphémère, à la Bellevilloise, au cabaret Music Whore, chez Madame Arthur avec Martin Dust, au Kabaret Kings itinérant de Louise de Ville & Chriss Lag, ou encore des événements comme SLAP Festival du livre queer & féministe ou le We Too Festival, etc,.
Il s'attife d'un style de rockeur mélangeant les codes de la masculinité et de la féminité, les cheveux plaqué en arrière, lunettes de soleil et pantalon pattes d'éléphant. Il tire ses inspirations pop culture de célébrités comme Britney Spears, Rihanna, Beyoncé ou encore Michael Jackson, Prince, David Bowie, ainsi que Harry Styles, Patti Smith, Peaches, Pitchy Hervé, Sevens. Ses performances sont dans un premier temps très caricaturales en incarnant un personnage macho, puis s'en éloigne pour plus de nuance.
Il est le premier drag king à faire des heures de conte en collaboration avec l'association Queer Week et la bibliothèque Louise Michel à Paris.

#### Émissions

Emission DragRace France

Juda La Vidange apparaît dans l'émission Drag Race France saison 1 épisode 2 pour la première fois en 2022 aux côtés des drag kings Jésus La Vidange et Chico pour un mini-défi. Il revient seul dans la saison 2 épisode 4 en 2023, comme maître de cérémonie de mariage en tenue imitant Elvis Presley pour fêter les dix ans du mariage pour tous,,.
Il participe à donner de la visibilité au drag king en donnant des interviews pour le podcast Entre eux deux et dans Mag IDF en novembre 2023. Il apporte son témoignage aussi dans le livre Reines, l'art du drag à la française de la dragqueen Nicky Doll en 2023.
Le 14 février 2024, il est invité dans la chronique de Lucie Carbone « Le drag king, moi ce que j'en dis... » sur France inter.
Le 28 mars 2024, il participe également comme invité au podcast sur le drag Absolument fabuleuses !, réalisé et animé par la drag-queen Paloma et la journaliste Élodie Petit.

#### Généalogie DragKing
Juda La Vidange appartient à une House celle de La Vidange, c'est-à-dire une famille communautaire très soudée et liée par leur appartenance au drag. En France, parmi les Houses drag King les plus connus, on compte la House of Boner de Montpellier avec Robin Des Doigts et la House of Banana de Toulouse avec Sugar Danny Banana.
Elle est en effet le « fils spirituel » de Jésus La Vidange qui est un des premiers à avoir débuté sur la scène parisienne en 2013 et a créé en 2019 la Kings Factory, un show en scène ouverte pour les jeunes kings et les plus expérimentés ayant lieu chaque dernier mercredi du mois. Parmi la nouvelle génération de la House La Vidange, on compte notamment Hayden, Samaël, Giuseppe et Serge,.